# Państwa uczestniczące w Zimowych Igrzyskach Olimpijskich 1936

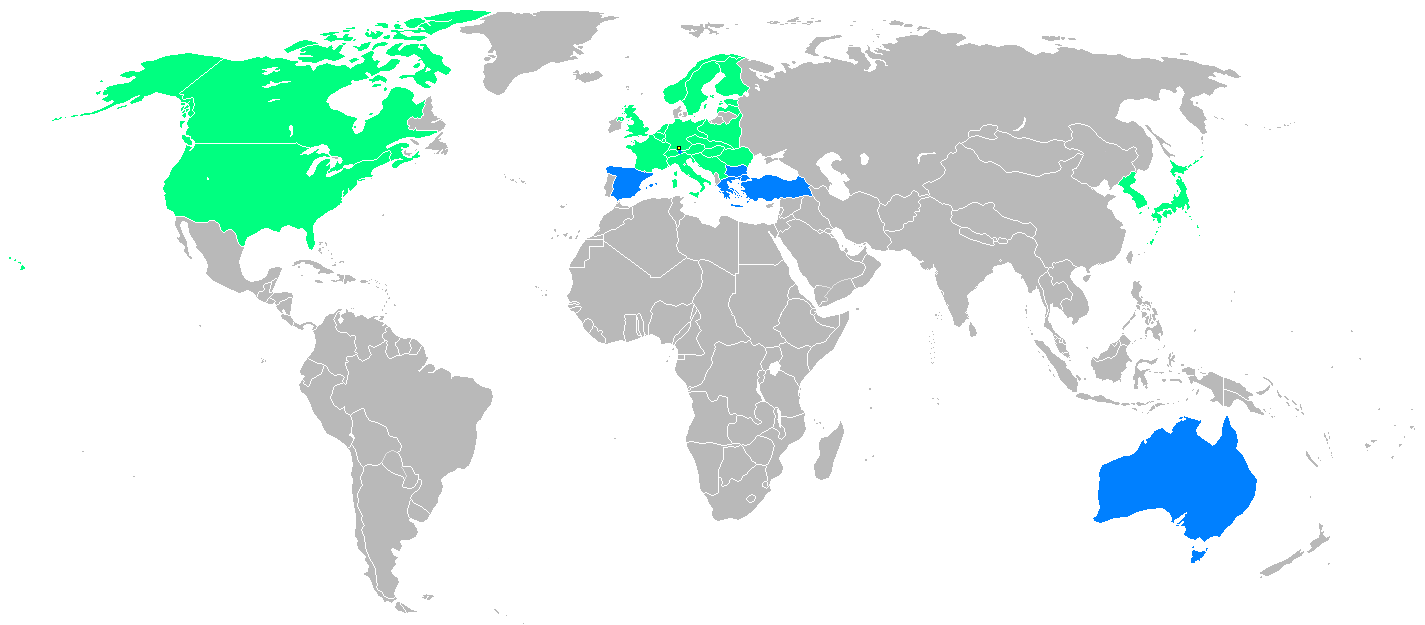
Państwa uczestniczące w Zimowych Igrzyskach Olimpijskich 1936

Państwa uczestniczące w Zimowych Igrzyskach Olimpijskich 1936 – lista państw, reprezentowanych przez narodowe komitety olimpijskie, które wysłały przynajmniej jednego sportowca na IV Zimowe Igrzyska Olimpijskie w 1936 roku w Garmisch-Partenkirchen.
W zawodach olimpijskich na igrzyskach w Garmisch-Partenkirchen wzięli udział reprezentanci 28 państw. Najliczniej reprezentowanym kontynentem była Europa (23 państw), kolejnymi według liczby państw uczestniczących były: Azja i Ameryka Północna i Południowa (po 2 państwa).
Pod względem liczby uczestników najliczniejszą reprezentację wystawiła Austria, w barwach których zaprezentowało się 60 sportowców (10 kobiet i 50 mężczyzn). Stany Zjednoczone jako jedyne wystawiły swoich sportowców we wszystkich 78 konkurencjach
W klasyfikacji medalowej pierwsze miejsce zajęła reprezentacja Norwegii, w dorobku której znalazło się 15 medali (7 złotych, 5 srebrnych i 3 brązowych). W klasyfikacji indywidualnej pierwsze miejsce zajął łyżwiarz szybki Ivar Ballangrud, który zdobył trzy złote medale i jeden srebrny medal.

## Liczebność reprezentacji

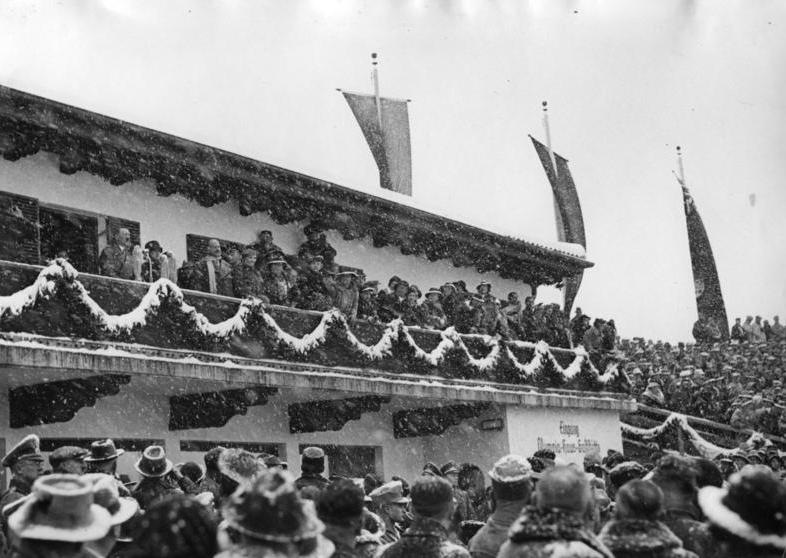
Ceremonia otwarcia igrzysk olimpijskich w Garmisch-Partenkirchen

Najliczniejszą reprezentację na igrzyska olimpijskie w Garmisch-Partenkirchen wysłała Austria – w zawodach wzięło udział 60 reprezentantów tego kraju (10 kobiet i 50 mężczyzn). Austria, a także Niemcy, Stany Zjednoczone i Czechosłowacja miały przedstawicieli we wszystkich ośmiu dyscyplinach rozgrywanych w Garmisch-Partenkirchen. Spośród nich Niemcy i Stany Zjednoczone wystawiły przynajmniej jednego sportowca we wszystkich siedemnastu konkurencjach olimpijskich. Kadry składające się z ponad 50 sportowców powołały trzy państwa – poza Austrią były to Niemcy i Stany Zjednoczone.
Ogółem do zawodów przystąpiło 669 sportowców z 28 państw (dla porównania, podczas poprzednich zimowych igrzysk, w 1932 roku w Lake Placid do zawodów przystąpiło 252 sportowców reprezentujących 17 narodowych komitetów olimpijskich). Dwa państwa wystawiły tylko jednego reprezentanta.
W tabeli przedstawiono zestawienie państw według liczby uczestników zawodów olimpijskich w Garmisch-Partenkirchen. Uwzględniono wyłącznie tych sportowców, którzy wzięli udział w zawodach (zostali zgłoszeni do startu w swojej konkurencji). Pominięto zatem zawodników rezerwowych, kontuzjowanych i tych, którzy wycofali się ze startu przed rozpoczęciem zawodów. Wskazano również, poza numerem porządkowym dla kolejności alfabetycznej, numerację według kolejności wejścia na stadion podczas ceremonii otwarcia igrzysk, a także liczbę dyscyplin i konkurencji, w których wskazany kraj był reprezentowany. Nie uwzględniono dyscyplin pokazowych, które nie są zaliczane do klasyfikacji medalowej igrzysk (curling bawarski i patrol wojskowy).
| Lp. | Nr | Państwo           | Uczestnicy | Uczestnicy | Uczestnicy | Dysc. | Konk. | Źr.           |
| Lp. | Nr | Państwo           | K          | M          | Σ          | Dysc. | Konk. | Źr.           |
| --- | -- | ----------------- | ---------- | ---------- | ---------- | ----- | ----- | ------------- |
| 1   | 2  | Australia         | –          | 1          | 1          | 1     | 3     | [ 6 ] [ 7 ]   |
| 2   | 18 | Austria           | 10         | 50         | 60         | 8     | 15    | [ 8 ] [ 9 ]   |
| 3   | 3  | Belgia            | 3          | 24         | 27         | 5     | 10    | [ 10 ] [ 11 ] |
| 4   | 4  | Bułgaria          | –          | 7          | 7          | 2     | 3     | [ 12 ] [ 13 ] |
| 5   | 24 | Czechosłowacja    | 5          | 39         | 44         | 8     | 15    | [ 14 ] [ 15 ] |
| 6   | 5  | Estonia           | 2          | 3          | 5          | 4     | 8     | [ 16 ] [ 17 ] |
| 7   | 6  | Finlandia         | –          | 19         | 19         | 5     | 10    | [ 18 ] [ 19 ] |
| 8   | 7  | Francja           | –          | 28         | 28         | 4     | 6     | [ 20 ] [ 21 ] |
| 9   | 1  | Grecja            | –          | 1          | 1          | 2     | 2     | [ 22 ] [ 23 ] |
| 10  | 21 | Hiszpania         | 2          | 4          | 6          | 2     | 2     | [ 24 ] [ 25 ] |
| 11  | 9  | Holandia          | 1          | 7          | 8          | 3     | 6     | [ 26 ] [ 27 ] |
| 12  | 11 | Japonia           | 1          | 30         | 31         | 7     | 13    | [ 28 ] [ 29 ] |
| 13  | 12 | Jugosławia        | –          | 17         | 17         | 4     | 6     | [ 30 ] [ 31 ] |
| 14  | 13 | Kanada            | 7          | 22         | 29         | 7     | 13    | [ 32 ] [ 33 ] |
| 15  | 15 | Liechtenstein     | –          | 4          | 4          | 2     | 2     | [ 34 ] [ 35 ] |
| 16  | 16 | Luksemburg        | –          | 4          | 4          | 2     | 2     | [ 36 ] [ 37 ] |
| 17  | 14 | Łotwa             | 3          | 23         | 26         | 6     | 13    | [ 38 ] [ 39 ] |
| 18  | 28 | Niemcy            | 7          | 48         | 55         | 8     | 17    | [ 40 ] [ 41 ] |
| 19  | 17 | Norwegia          | 6          | 25         | 31         | 6     | 13    | [ 42 ] [ 43 ] |
| 20  | 19 | Polska            | –          | 20         | 20         | 6     | 9     | [ 44 ] [ 45 ] |
| 21  | 20 | Rumunia           | 1          | 14         | 15         | 5     | 8     | [ 46 ] [ 47 ] |
| 22  | 27 | Stany Zjednoczone | 9          | 46         | 55         | 8     | 17    | [ 48 ] [ 49 ] |
| 23  | 23 | Szwajcaria        | 4          | 30         | 34         | 7     | 9     | [ 50 ] [ 51 ] |
| 24  | 22 | Szwecja           | 1          | 31         | 32         | 7     | 12    | [ 52 ] [ 53 ] |
| 25  | 25 | Turcja            | –          | 6          | 6          | 2     | 3     | [ 54 ] [ 55 ] |
| 26  | 26 | Węgry             | 3          | 22         | 25         | 5     | 9     | [ 56 ] [ 57 ] |
| 27  | 8  | Wielka Brytania   | 10         | 28         | 38         | 6     | 10    | [ 58 ] [ 59 ] |
| 28  | 10 | Włochy            | 5          | 35         | 40         | 7     | 11    | [ 60 ] [ 61 ] |

## Udział reprezentacji w poszczególnych dyscyplinach sportowych
W tabeli zaprezentowano zestawienie państw według liczby reprezentantów w poszczególnych dyscyplinach sportowych na igrzyskach w Garmisch-Partenkirchen. Uwzględniono tylko sportowców, którzy wystąpili w zawodach (bądź zostali zgłoszeni do startu). Pominięto zatem zawodników rezerwowych, kontuzjowanych i tych, którzy wycofali się ze startu przed rozpoczęciem zawodów. 39 zawodników wystąpiło na tych igrzyskach w przynajmniej dwóch różnych dyscyplinach, co opatrzono stosownymi przypisami.
| Lp. | Państwo           | Dyscypliny sportowe | Dyscypliny sportowe | Dyscypliny sportowe | Dyscypliny sportowe | Dyscypliny sportowe | Dyscypliny sportowe | Dyscypliny sportowe | Dyscypliny sportowe | Uczestnicy | Źr.           |
| Lp. | Państwo           | BN                  | BO                  | HO                  | KN                  | ŁF                  | ŁS                  | NA                  | SN                  | Uczestnicy | Źr.           |
| --- | ----------------- | ------------------- | ------------------- | ------------------- | ------------------- | ------------------- | ------------------- | ------------------- | ------------------- | ---------- | ------------- |
| 1   | Australia         | –                   | –                   | –                   | –                   | –                   | 1                   | –                   | –                   | 1          | [ 6 ] [ 7 ]   |
| 2   | Austria           | 5                   | 13                  | 12                  | 4                   | 12                  | 8                   | 3                   | 4                   | 60         | [ 8 ] [ 9 ]   |
| 3   | Belgia            | –                   | 8                   | 10                  | –                   | 4                   | 2                   | 4                   | –                   | 27         | [ 10 ] [ 11 ] |
| 4   | Bułgaria          | 4                   | –                   | –                   | –                   | –                   | –                   | 3                   | –                   | 7          | [ 12 ] [ 13 ] |
| 5   | Czechosłowacja    | 6                   | 8                   | 13                  | 4                   | 3                   | 2                   | 7                   | 4                   | 44         | [ 14 ] [ 15 ] |
| 6   | Estonia           | 1                   | –                   | –                   | –                   | 2                   | 1                   | 1                   | –                   | 5          | [ 16 ] [ 17 ] |
| 7   | Finlandia         | 7                   | –                   | –                   | 4                   | 1                   | 5                   | –                   | 4                   | 19         | [ 18 ] [ 19 ] |
| 8   | Francja           | 4                   | 10                  | 11                  | –                   | –                   | –                   | 3                   | –                   | 28         | [ 20 ] [ 21 ] |
| 9   | Grecja            | 1                   | –                   | –                   | –                   | –                   | –                   | 1                   | –                   | 1          | [ 22 ] [ 23 ] |
| 10  | Hiszpania         | 4                   | –                   | –                   | –                   | –                   | –                   | 2                   | –                   | 6          | [ 24 ] [ 25 ] |
| 11  | Holandia          | –                   | 2                   | –                   | –                   | –                   | 5                   | 1                   | –                   | 8          | [ 26 ] [ 27 ] |
| 12  | Japonia           | 5                   | –                   | 9                   | 3                   | 5                   | 7                   | 3                   | 4                   | 31         | [ 28 ] [ 29 ] |
| 13  | Jugosławia        | 6                   | –                   | –                   | 4                   | –                   | –                   | 4                   | 4                   | 17         | [ 30 ] [ 31 ] |
| 14  | Kanada            | 4                   | –                   | 13                  | 4                   | 6                   | 1                   | 7                   | 3                   | 29         | [ 32 ] [ 33 ] |
| 15  | Liechtenstein     | –                   | 2                   | –                   | –                   | –                   | –                   | 2                   | –                   | 4          | [ 34 ] [ 35 ] |
| 16  | Luksemburg        | –                   | 4                   | –                   | –                   | –                   | –                   | 1                   | –                   | 4          | [ 36 ] [ 37 ] |
| 17  | Łotwa             | 5                   | –                   | 11                  | 1                   | 4                   | 3                   | 3                   | –                   | 26         | [ 38 ] [ 39 ] |
| 18  | Niemcy            | 10                  | 10                  | 12                  | 4                   | 6                   | 2                   | 8                   | 4                   | 55         | [ 40 ] [ 41 ] |
| 19  | Norwegia          | 9                   | –                   | –                   | 4                   | 4                   | 7                   | 7                   | 4                   | 31         | [ 42 ] [ 43 ] |
| 20  | Polska            | 4                   | –                   | 11                  | 4                   | –                   | 1                   | 3                   | 3                   | 20         | [ 44 ] [ 45 ] |
| 21  | Rumunia           | 4                   | 6                   | –                   | –                   | 3                   | –                   | 4                   | 1                   | 15         | [ 46 ] [ 47 ] |
| 22  | Stany Zjednoczone | 5                   | 11                  | 11                  | 4                   | 9                   | 5                   | 8                   | 4                   | 55         | [ 48 ] [ 49 ] |
| 23  | Szwajcaria        | 4                   | 8                   | 12                  | 3                   | 3                   | –                   | 2                   | 3                   | 34         | [ 50 ] [ 51 ] |
| 24  | Szwecja           | 9                   | –                   | 13                  | 3                   | 1                   | 1                   | 1                   | 4                   | 32         | [ 52 ] [ 53 ] |
| 25  | Turcja            | 4                   | –                   | –                   | –                   | –                   | –                   | 4                   | –                   | 6          | [ 54 ] [ 55 ] |
| 26  | Węgry             | –                   | –                   | 13                  | 2                   | 7                   | 1                   | 4                   | –                   | 25         | [ 56 ] [ 57 ] |
| 27  | Wielka Brytania   | 1                   | 4                   | 12                  | 1                   | 12                  | –                   | 8                   | –                   | 38         | [ 58 ] [ 59 ] |
| 28  | Włochy            | 7                   | 10                  | 10                  | 2                   | 2                   | –                   | 8                   | 2                   | 40         | [ 60 ] [ 61 ] |

## Najlepsi zawodnicy poszczególnych reprezentacji
W tabeli przedstawiono państwa uczestniczące w igrzyskach w Garmisch-Partenkirchen wraz z liczbą zdobytych medali oraz nazwiskami sportowców, którzy dla danej reprezentacji uzyskali najlepszy rezultat. W przypadku państw, które zdobyły co najmniej jeden medal, był to sportowiec, który zdobył najwięcej medali olimpijskich. W pozostałych przypadkach wskazano sportowca, który zajął najwyższe miejsce spośród wszystkich startujących w danej reprezentacji.
| Lp. | Państwo           | Medale | Medale | Medale | Medale | Najlepszy sportowiec                                                | Najlepszy sportowiec  | Najlepszy sportowiec   | Źr.           |
| Lp. | Państwo           | Z      | S      | B      | Σ      | Imię i nazwisko                                                     | Dyscyplina            | Rezultat               | Źr.           |
| --- | ----------------- | ------ | ------ | ------ | ------ | ------------------------------------------------------------------- | --------------------- | ---------------------- | ------------- |
| 1   | Australia         | –      | –      | –      | –      | Kenneth Kennedy                                                     | łyżwiarstwo szybkie   | 29. (500 m)            | [ 6 ] [ 7 ]   |
| 2   | Austria           | 1      | 1      | 2      | 4      | Karl Schäfer                                                        | łyżwiarstwo figurowe  | (soliści)              | [ 8 ] [ 9 ]   |
| 3   | Belgia            | –      | –      | –      | –      | Liselotte Landbeck                                                  | łyżwiarstwo figurowe  | 4. (solistki)          | [ 10 ] [ 11 ] |
| 4   | Bułgaria          | –      | –      | –      | –      | Christo Koczow Iwan Angełakow Dimityr Kostow Raczo Żekow            | biegi narciarskie     | 15. (sztafeta)         | [ 12 ] [ 13 ] |
| 5   | Czechosłowacja    | –      | –      | –      | –      | reprezentacja Czechosłowacji                                        | hokej na lodzie       | 4. (turniej mężczyzn)  | [ 14 ] [ 15 ] |
| 6   | Estonia           | –      | –      | –      | –      | Helene Michelson Eduard Hiiop                                       | łyżwiarstwo figurowe  | 18. (pary sportowe)    | [ 16 ] [ 17 ] |
| 7   | Finlandia         | 1      | 2      | 3      | 6      | Sulo Nurmela Klaes Karppinen Matti Lähde Kalle Jalkanen             | biegi narciarskie     | (sztafeta)             | [ 18 ] [ 19 ] |
| 8   | Francja           | –      | –      | 1      | 1      | Émile Allais                                                        | narciarstwo alpejskie | (kombinacja)           | [ 20 ] [ 21 ] |
| 9   | Grecja            | –      | –      | –      | –      | Dimitrios Negrepontis                                               | biegi narciarskie     | DNF (18 km)            | [ 22 ] [ 23 ] |
| 9   | Grecja            | –      | –      | –      | –      | Dimitrios Negrepontis                                               | narciarstwo alpejskie | DNF (kombinacja)       | [ 22 ] [ 23 ] |
| 10  | Hiszpania         | –      | –      | –      | –      | Tomás Velasco                                                       | biegi narciarskie     | 62. (18 km)            | [ 24 ] [ 25 ] |
| 11  | Holandia          | –      | –      | –      | –      | Jan Langedijk                                                       | łyżwiarstwo szybkie   | 4. (5000 m)            | [ 26 ] [ 27 ] |
| 12  | Japonia           | –      | –      | –      | –      | Shōzō Ishihara                                                      | łyżwiarstwo szybkie   | 4. (500 m)             | [ 28 ] [ 29 ] |
| 13  | Jugosławia        | –      | –      | –      | –      | Franc Smolej                                                        | biegi narciarskie     | 10. (50 km)            | [ 30 ] [ 31 ] |
| 13  | Jugosławia        | –      | –      | –      | –      | Leon Knap Avgust Jakopič Alojz Klančnik Franc Smolej                | biegi narciarskie     | 10. (sztafeta)         | [ 30 ] [ 31 ] |
| 14  | Kanada            | –      | 1      | –      | 1      | reprezentacja Kanady                                                | hokej na lodzie       | (turniej mężczyzn)     | [ 32 ] [ 33 ] |
| 15  | Liechtenstein     | –      | –      | –      | –      | Eduard von Falz-Fein Eugen Büchel                                   | bobsleje              | 18. (dwójki)           | [ 34 ] [ 35 ] |
| 16  | Luksemburg        | –      | –      | –      | –      | Raoul Weckbecker Géza Wertheim                                      | bobsleje              | 22. (dwójki)           | [ 36 ] [ 37 ] |
| 17  | Łotwa             | –      | –      | –      | –      | Herberts Dāboliņš Pauls Kaņeps Edgars Gruzītis Alberts Riekstiņš    | biegi narciarskie     | 13. (sztafeta)         | [ 38 ] [ 39 ] |
| 17  | Łotwa             | –      | –      | –      | –      | reprezentacja Łotwy                                                 | hokej na lodzie       | 13. (turniej mężczyzn) | [ 38 ] [ 39 ] |
| 18  | Niemcy            | 3      | 3      | –      | 6      | Ernst Baier                                                         | łyżwiarstwo figurowe  |                        | [ 40 ] [ 41 ] |
| 19  | Norwegia          | 7      | 5      | 3      | 15     | Ivar Ballangrud                                                     | łyżwiarstwo szybkie   |                        | [ 42 ] [ 43 ] |
| 20  | Polska            | –      | –      | –      | –      | Stanisław Marusarz                                                  | skoki narciarskie     | 5. (skocznia duża)     | [ 44 ] [ 45 ] |
| 21  | Rumunia           | –      | –      | –      | –      | Irina Timcic Alfred Eisenbeisser                                    | łyżwiarstwo figurowe  | 13. (pary sportowe)    | [ 46 ] [ 47 ] |
| 22  | Stany Zjednoczone | 1      | –      | 3      | 4      | Ivan Brown Alan Washbond                                            | bobsleje              | (dwójki)               | [ 48 ] [ 49 ] |
| 23  | Szwajcaria        | 1      | 2      | –      | 3      | Joseph Beerli                                                       | bobsleje              |                        | [ 50 ] [ 51 ] |
| 24  | Szwecja           | 2      | 2      | 3      | 7      | Erik Larsson                                                        | biegi narciarskie     |                        | [ 52 ] [ 53 ] |
| 25  | Turcja            | –      | –      | –      | –      | Mehmut Şevket Karman                                                | biegi narciarskie     | 72. (18 km)            | [ 54 ] [ 55 ] |
| 26  | Węgry             | –      | –      | 1      | 1      | Emília Rotter László Szollás                                        | łyżwiarstwo figurowe  | (pary sportowe)        | [ 56 ] [ 57 ] |
| 27  | Wielka Brytania   | 1      | 1      | 1      | 3      | reprezentacja Wielkiej Brytanii                                     | hokej na lodzie       | (turniej mężczyzn)     | [ 58 ] [ 59 ] |
| 28  | Włochy            | –      | –      | –      | –      | Giulio Gerardi Severino Menardi Vincenzo Demetz Giovanni Kasebacher | biegi narciarskie     | 4. (sztafeta)          | [ 60 ] [ 61 ] |